# Zimmerius minimus
Zimmerius minimus  (лат.) — вид воробьиных птиц из семейства тиранновых. Ранее считался (и все ещё считается многими специалистами) конспецифичным с Zimmerius chrysops, а первоначально, в 1912 году, был описан Фрэнком Чепменом как подвид под названием Tyranniscus chrysops minimus. Выделяют два подвида: номинативный Zimmerius minimus minimus (Chapman, 1912) и Zimmerius minimus cumanensis (Zimmer, 1941).

## Распространение
Обитают на севере Южной Америки, на территории Колумбии и Венесуэлы. Обитают в субтропических или тропических влажных горных лесах, а также на месте исчезнувших лесов.
МСОП пока не присвоил данному виду охранный статус.